# Chionaema tettigonioides
Chionaema tettigonioides är en fjärilsart som beskrevs av Franciscus J.M. Heylaerts 1892. Chionaema tettigonioides ingår i släktet Chionaema och familjen björnspinnare. Inga underarter finns listade i Catalogue of Life.